# 6143 Pythagoras
A 6143 Pythagoras (ideiglenes jelöléssel 1993 JV) a Naprendszer kisbolygóövében található aszteroida. Eric Walter Elst fedezte fel 1993. május 14-én.